# Небесник Іван Іванович
Іван Іванович Небесник (25 червня 1955, смт. Середнє, Ужгородський район, Закарпатська область - 5 травня 2024) — український педагог, професор кафедри культури та соціально-гуманітарних дисциплін Закарпатської Академії мистецтв, кандидат педагогічних наук, член НСХУ, заслужений працівник освіти України.

## Життєпис
Іван Небесник народився 25 червня 1955 року в смт. Середнє на Закарпатті в родині вчителів — Небесників Івана Михайловича та Ольги Іванівни (у дівоцті — Товт).
Закінчив Ужгородський державний університет. З 1982 року працював в Ужгородському училищі прикладного мистецтва і у червні 1990 року обраний директором цього навчального закладу.  Під керівництвом  І. І. Небесника училище реформоване в Ужгородський коледж мистецтв імені А. Ерделі з правом підготовки бакалаврів. У 2000 році захистив кандидатську дисертацію «Розвиток художньої освіти у Закарпатті у ХХ столітті».  Професор, кандидат педагогічних наук (2001), член НСХУ (2003), Заслужений працівник освіти України. У 2007 році отримав звання професора з культурології.
Небесником І. І. започатковано проведення щорічних науково-практичних конференцій «Ерделівські читання». За його  ініціативи та підтримці колективу коледжу, розпорядженням Кабінету Міністрів України в червні 2003 року було відкрито Закарпатський художній інститут, який 2016 року отримав статус академії.
Як науковець він проводить значну роботу у галузі художньої освіти, зокрема: у 2000 році вийшла друком монографія «Художня освіта на Закарпатті у XX століття: історико-педагогічний аспект»; 2005 року ним підготовлено до друку методичний посібник «Творчість видатних закарпатських художників», у квітні 2007 — наукову монографію «Адальберт Ерделі», завдяки якій Небесник І. І. став лауреатом обласної премії імені Й. Бокшая та А. Ерделі, а широке обговорення монографії науковою громадськістю одержало резонансні відгуки у мистецтвознавчих виданнях та у педагогічній пресі Києва, Львова, Ужгорода та в Словаччині. Восени 2007 року вийшов друком навчальний посібник з грифом МОН України під назвою «Культурологія. Образотворче мистецтво і художня освіта Закарпаття (XX століття)». Небесник І. І продовжує працювати над вивченням культури Карпатського регіону, зокрема над творчою спадщиною Адальберта Ерделі. У 2012 році під загальною редакцією І. І. Небесника надруковано літературні твори Адальберта Ерделі «IMEN Літературні твори. Щоденники. Думки».
Помер 5 травня 2024 року.